# پروین صوفی
دکتر زهرا پروین صوفی سیاوش حقوقدان و از زنان فعال ایران در دورهٔ پهلوی بود.
او فرزند سرهنگ عبدالحسین صوفی سیاوش فرزند شیخ محمّد رشتی (متوفّی ۱۳۱۶ ق) فرزند آیت‌الله میرزا حبیب‌الله رشتی معروف به میرزای رشتی (متوفّی ۱۳۱۲ ق) بود.
نامبرده مدتی دبیر و سپس رئیس دبیرستان کیوان در تهران بود. در مرداد ۱۳۴۳ به سمت رئیس بخش ۲ فرهنگی اداره کل آموزش و پرورش استان تهران منصوب شد. وی در کابینه امیرعباس هویدا در سال ۱۳۴۵ و پس از بانو توران اعلم، مدیرکل تربیت معلم در وزارت آموزش و پرورش بود و بعدها معاونت پارلمانی وزیر کشور وقت، حسن زاهدی را بر عهده داشت.

## تاریخ درگذشت
۱۳۷۵ ه.ش.

## منبع
1. ↑  «نسخه آرشیو شده». بایگانی‌شده از اصلی در ۳ نوامبر ۲۰۱۳. دریافت‌شده در ۱۳ ژوئیه ۲۰۱۳.
2. ↑  «پروین صوفی سیاوشی | بانک اطلاعات رجال». rijaldb.com. بایگانی‌شده از اصلی در ۱۲ سپتامبر ۲۰۱۶. دریافت‌شده در ۲۰۲۰-۰۷-۲۷.

- شجره نامه صوفیان املش